# Polyplax biseriata
Polyplax biseriata – gatunek wszy z rodziny Polyplacidae. Powoduje wszawicę. Pasożytuje na drobnych gryzoniach z rodzaju gołostópek z podrodziny myszoskoczek takich jak: Tatera afra, Tatera leucogaster, Tatera brantsii, Tatera boehmi, Tatera valida.
Samica wielkości 1,3 mm, samiec mniejszy osiąga wielkość 1,1 mm. Anteny wykazują dymorfizm płciowy. U samców bazowy segment anteny powiększony, zaś trzeci segment znacznie zmodyfikowany w stosunku do trzeciego segmentu u samicy.  Wszy te mają ciało silnie spłaszczone grzbietowo-brzusznie. Samica składa jaja zwane gnidami, które są mocowane specjalnym "cementem" u nasady włosa. Rozwój osobniczy trwa po wykluciu się z jaja około 14 dni. Występuje na terenie Afryki w Kenii, Mozambiku, Botswanie.